# Botschantzevia karatavica
Botschantzevia es un género monotípico de plantas fanerógamas, pertenecientes a la familia Brassicaceae. Su única especie, Botschantzevia karatavica, es nativa de  Kazajistán donde se encuentra en los montes Karatau.

## Taxonomía
Botschantzevia karatavica fue descrita por (Lipsch.) Nabiev   y publicado en Novosti Sist. Vyssh. Rast. 9: 186 1972.
Sinonimia
- Koeiea karatavica (Botsch. & Vved.) Rech. f.
- Parrya karatavica Botsch. & Vved.[2]